# Kunsthalle Basel

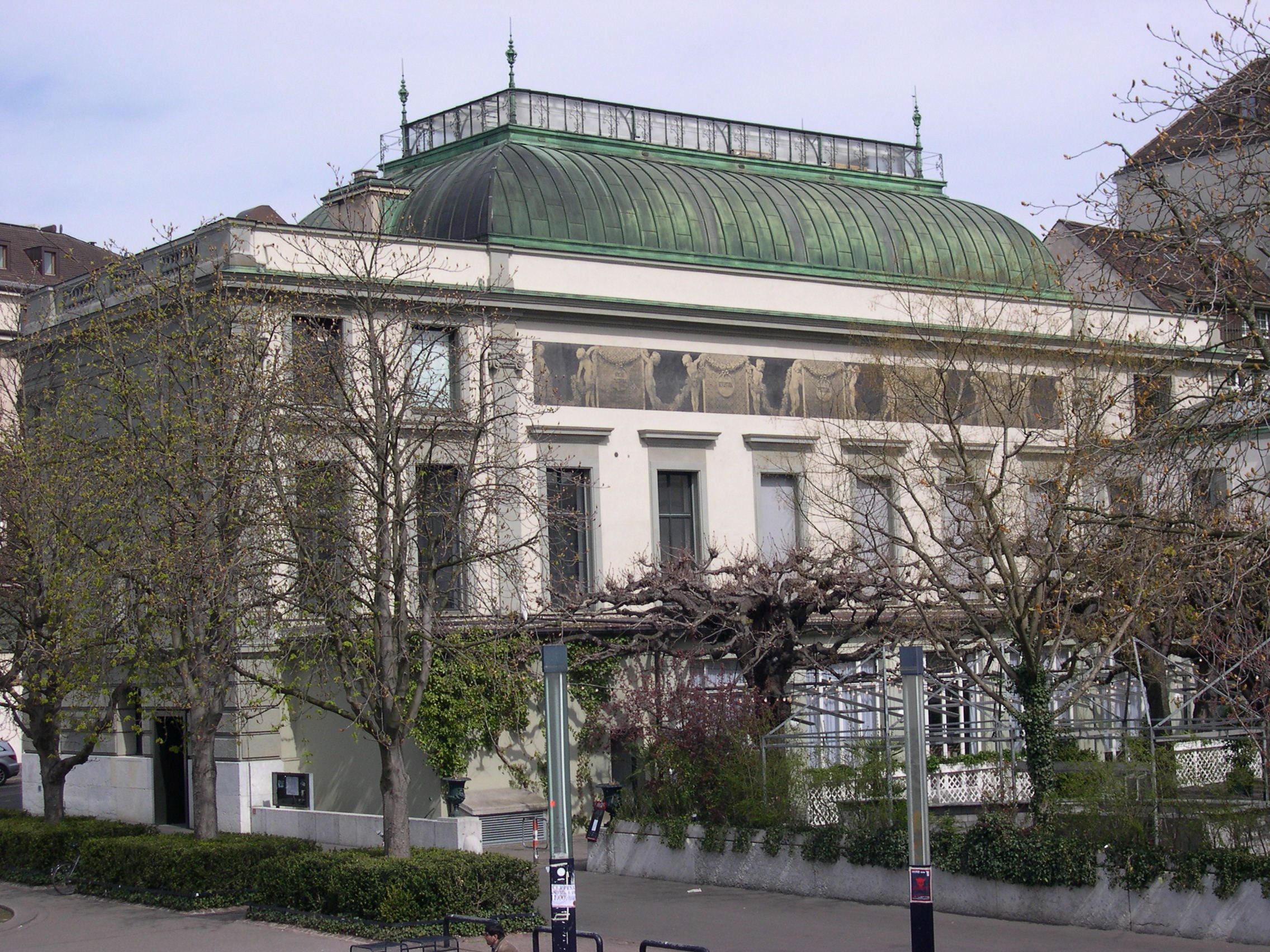
Kunsthalle Basel, neoklassizistischer Bau von 1872 am Steinenberg

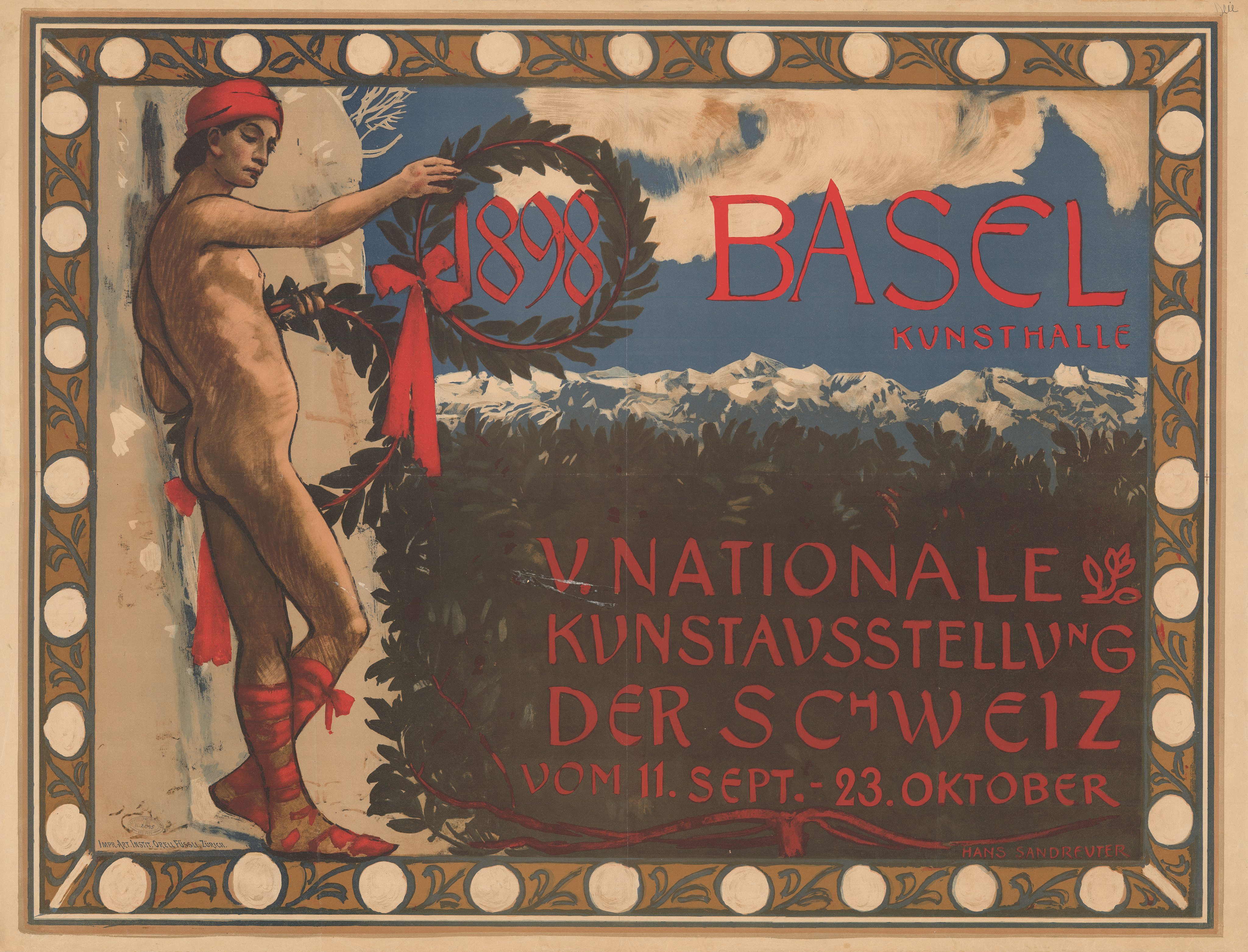
Ausstellungsplakat zur «V. Nationalen Kunstausstellung der Schweiz» im Jahr 1898

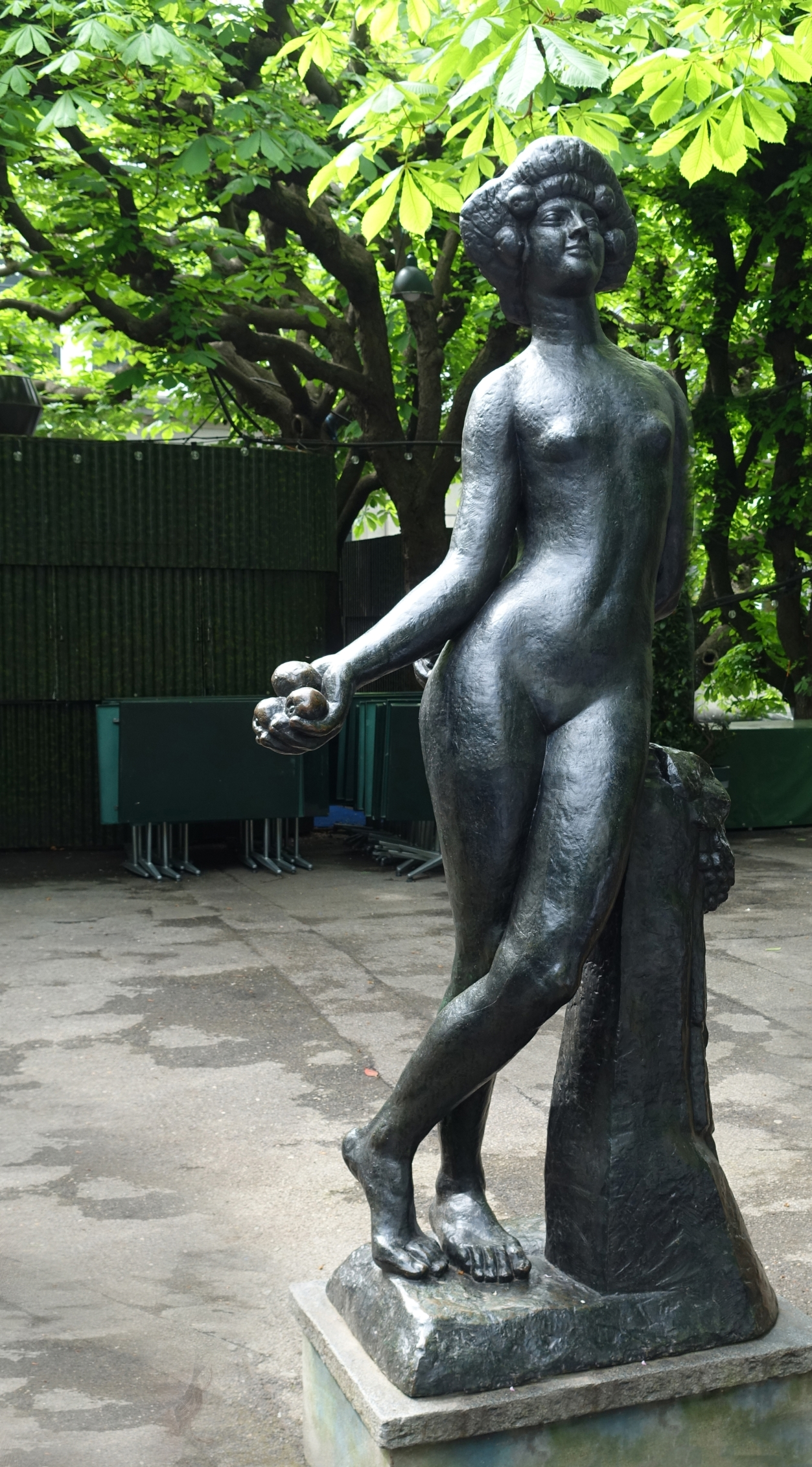
Bronzeguss-Plastik Pomona oder Le Fruit von Émile-Antoine Bourdelle, 1902–1911, im Restaurant-Garten der Kunsthalle Basel

Die Kunsthalle Basel wurde im Jahr 1872 gegründet und ist die älteste Kunsthalle der Schweiz.
Sie ist gemäss eigenen Angaben ein Ort von Ausstellungen, der lokale und internationale, avantgardistische und zeitgenössische Tendenzen zu vereinen sucht. Zudem will sie Raum bieten sowohl für das Ausstellen neuer künstlerischer Arbeiten und Methoden als auch für ein Rahmenprogramm, das sowohl Künstlergespräche und Performances als auch Film- und Musikevents beinhaltet. 
Neben dem Stadttheater Basel und gegenüber dem Konzerthaus Stadtcasino gelegen, ist die Kunsthalle Bestandteil des kulturellen Zentrums Basels. Von 2014 bis 2024 wurde die Kunsthalle Basel von Elena Filipovic, ihrer ersten Direktorin, geleitet, seitdem von Mohamed Almusibli.

## Geschichte
Die Errichtung wurde durch den Zusammenschluss des 1839 gegründeten Basler Kunstvereins und der Basler Künstlergesellschaft im Jahr 1864 initiiert. Die Grundsteinlegung war 1869. Nach einer Bauzeit von drei Jahren konnte das Gebäude im Frühjahr 1872 eröffnet werden. Bei der Einweihung fasste der damalige Präsident des Basler Kunstvereins, Johann Jakob Im Hof, die Funktion der Kunsthalle in seiner Ansprache programmatisch so zusammen: «Der bildenden Kunst eine Stätte zu bereiten, um in unserer Vaterstadt das Interesse dafür anzuregen, zu fördern, zu verbreiten, sowie freundschaftliche Beziehungen unter Künstlern und Kunstfreunden zu pflegen.»
In den 1920er und 1930er Jahren, vor der Eröffnung des Kunstmuseums Basel, wurde in der Kunsthalle Basel die heimatlos gewordene öffentliche Kunstsammlung der Stadt Basel (infolge des Neubaus des Kunstmuseums) aufbewahrt und ausgestellt. Aufgrund der anhaltenden kritischen Finanzlage wurde das Gebäude in den 1950er Jahren zeitweise an Regierungsbehörden vermietet, bevor es nach der Renovierung im Jahr 1969 zurück in den Besitz des Basler Kunstvereins gelangte.
Im Jahr 1949 wurden in der sogenannten «Impressionisten-Ausstellung» unter der Ägide Lucas Lichtenhahns, die insgesamt 244 Werke umfasste, auch die «Seerosenbilder» von Claude Monet zum ersten Mal in ihrer Geschichte ausserhalb von Frankreich gezeigt.
Mit der Ausstellung «Die neue amerikanische Malerei» im Jahr 1958, die in Zusammenarbeit mit dem Museum of Modern Art in New York City organisiert wurde, wurde die Basler Kunsthalle zum ersten Ort in ganz Europa respektive ausserhalb der Vereinigten Staaten, an dem die Werke expressionistischer amerikanischer Künstler, mitunter von Mark Rothko und Jackson Pollock, in einer musealen Einrichtung gezeigt wurden.

## Architektur

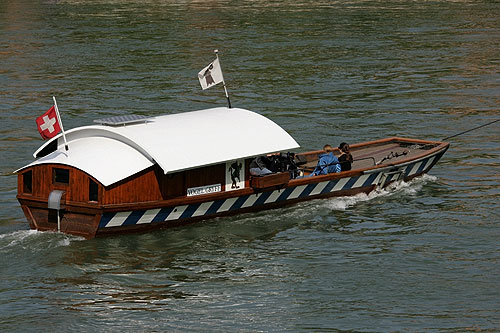
Die Rhein-Fähren als Finanzierungsgrundlage für den Bau der neuen Basler Kunsthalle von 1872

Finanziert durch die Erträge zweier Fährdienste über den Rhein, wurde die Kunsthalle Basel zwischen 1869 und 1872 nach Plänen des Architekten Johann Jakob Stehlin-Burckhardt errichtet. Ab dem Jahr 1854 fuhren die ersten Fähren und legten damit das finanzielle Fundament für den Neubau fünfzehn Jahre später. Künstler wie Arnold Böcklin, Carl Brünner, Ernst Stückelberg und Charles Iguel waren an der künstlerischen Ausschmückung des Gebäudes beteiligt. Seit ihrem Bau befindet sich im Erdgeschoss ein Vereinslokal, das heute als «Restaurant Kunsthalle» selbständig geführt wird und historisch als Sammelpunkt der Kunsthalle diente.
Bis 1927 wurde das Gebäude mehrfach architektonisch erweitert, um zusätzlich ein Bildhaueratelier, das von 1874 bis 1885 an Ferdinand Schlöth vermietet wurde, sowie eine Skulpturenhalle (heute «Stadtkino Basel») einzurichten. Zwischen 1969 und 1973 wurde die Kunsthalle Basel erstmals umfassend renoviert. Die Bibliothek, deren Beständen auf das Gründungsjahr des Kunstvereins zurückreichen und die heute ihren Schwerpunkt im Bereich zeitgenössischer Kunstpublikationen hat, wurde im Jahr 1992 im ehemaligen Hauswart-Quartier untergebracht.
2004 wurden weitere umfangreiche Erneuerungen durch die Architekten Miller & Maranta durchgeführt. Die Vorgabe hierfür war, den alten Glanz des Gebäudes zu erhalten und es gleichzeitig auf den neuesten Stand zu bringen, um den Anforderungen zeitgenössischer Ausstellungen gerecht zu werden. Die ursprüngliche Bedeutung und Funktion des Gebäudes – also das Zusammenspiel von Architektur und Kunst – sollte dabei bestmöglich erhalten bleiben. Im Zusammenhang mit der Renovierung wurde zudem das Schweizerische Architekturmuseum SAM im ersten Geschoss des Gebäudes integriert.

## Leitung der Kunsthalle
- 1909–1934: Wilhelm Barth
- 1934–1949: Lucas Lichtenhan
- 1949–1955: Robert T. Stoll
- 1955–1967: Arnold Rüdlinger
- 1968–1973: Peter F. Althaus
- 1974–1976: Carlo Huber
- 1976–1978: Werner von Mutzenbecher und Maria Netter (Interimsleitung)
- 1978–1988: Jean-Christophe Ammann
- 1988–1995: Thomas Kellein
- 1996–2002: Peter Pakesch
- 2003–2014: Adam Szymczyk
- 2014–2024: Elena Filipovic
- seit 2024: Mohamed Almusibli